# Matériel de roller
On distingue dans la structure d'un patin à roulettes plusieurs parties occupant chacune une fonction différente. 
L'architecture et les composants du patin sont adaptés en fonction de la discipline pratiquée.

## Les roues
Les roues assurent l’adhérence et la transmission des efforts. Unique liaison entre le sol et le patineur, elles conditionnent la glisse à travers de nombreux paramètres : leur forme, leur diamètre, leur dureté, etc. Elles sont soit alignées pour les « rollers en ligne » (roller inline), soit en carré reliées par les essieux pour les  « quads » (roller quad).
Pour le roller inline on distingue trois profils de roue :
- Elliptique : profil fin, peu de contact avec le sol (fitness, vitesse),
- Rond : facilité pour tourner (hockey),
- Plat : stabilité (roller « agressif »).

Profils des différentes roues

À chaque pratiquant correspond un besoin spécifique et un modèle de roue correspondant. On note alors une fluctuation de :
- diamètre des roues : 56 à 125 mm
- dureté de la gomme : 70A à 100A

### Historique des matériaux des roues
- 1823 : fonte, cuivre (monobloc)
- 1863 : bois avec essieu
- 1970 : premières roues en polymère (PVC)
- 1979 : polyuréthane (sur-noyau), polyamide (noyau)

### Description des roues
Une roue est composée :
- d’un noyau équivalent à la jante d’une roue
- d’un sur-noyau semblable au pneu d'une roue

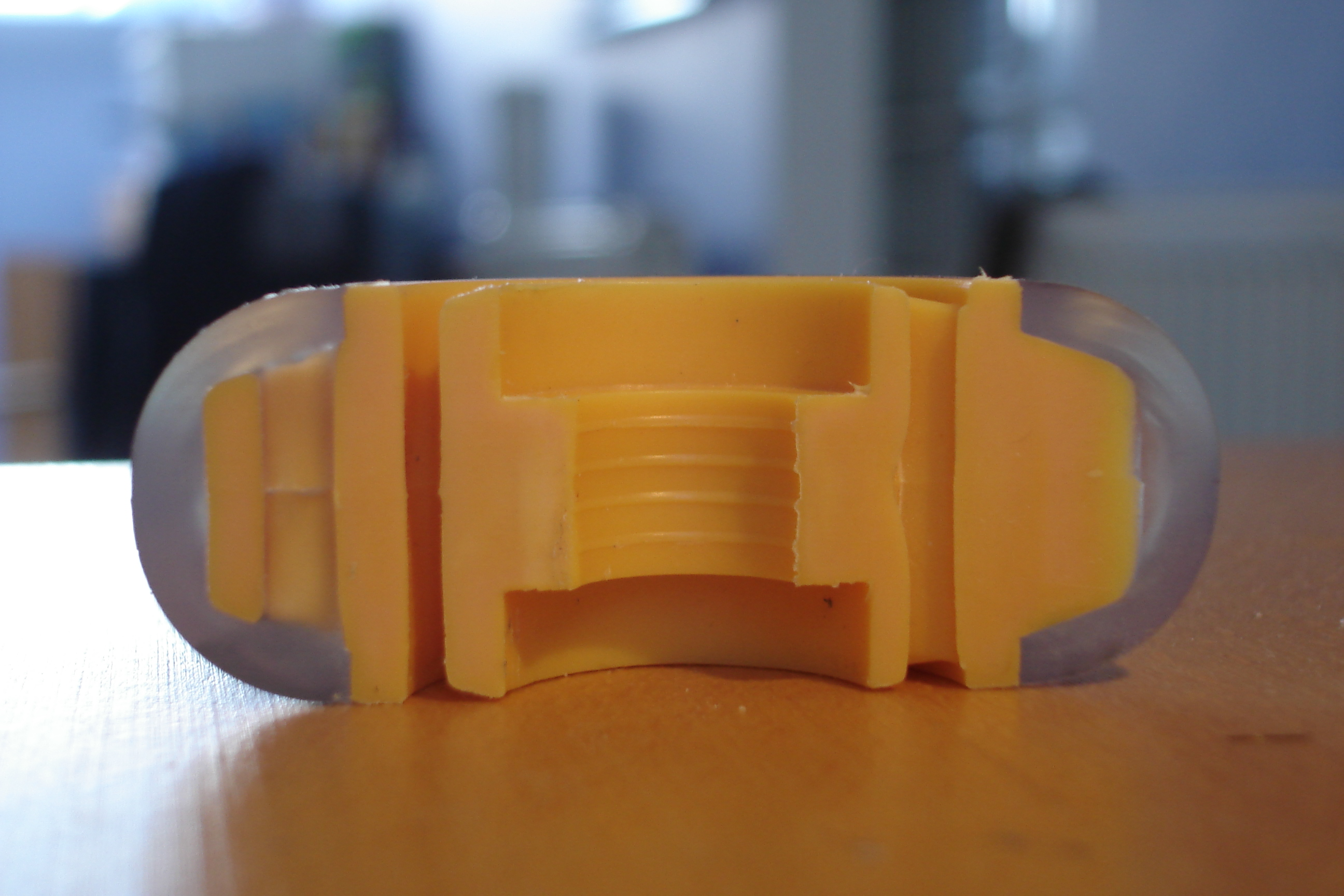
Anatomie d'une roue

- Le noyau doit être rigide pour résister à la déformation due au poids du patineur pour qu’il n’y ait pas de jeu entre les roulements et le noyau, c’est pourquoi, il est fait en polyamide renforcé par des particules de carbone de faibles diamètres ou en aluminium qui présente des meilleures caractéristiques mécaniques (rigidité).
- Dans le sur-noyau les contraintes supportées ne sont pas de la même nature que celles du noyau. Le sur-noyau est en contact avec la route, il doit pouvoir absorber les chocs dues aux aspérités de la chaussée et assurer l’accroche avec celle-ci donc être tendre mais doit également résister à l’abrasion (usure). Le sur-noyau est généralement en polyuréthane dont on peut aisément choisir la densité et ainsi faire varier la dureté. Mais il peut être parfois en PVC ce qui donne une roue assez dure, mais moins chère.

## Les roulements à billes
Les roulements à billes se situent entre le noyau de la roue et l'axe de la roue. Ce sont généralement des roulements à cage avec une rangée de billes de type 608 ou 627. Les micro-roulements (688) ont fait leur apparition dans les années 2000. Un indice de qualité de fabrication existe : ABEC. Il va de 1 à 9. Plus cet indice est grand, plus le roulement est de précision. Il existe différentes matières: alliage d'acier inoxydable ou céramique, l'immense majorité étant réalisée en alliage 100Cr6.

## La platine
La platine est la partie du roller qui transmet la poussée vers le sol, de sa rigidité (module de Young) va dépendre la nervosité des patins à roulettes.
Les platines peuvent être constituées en différents matériaux :
- Polymère : polyuréthane, nylon
- Composite : matrice nylon renforcée par fibre de verre ou fibre de carbone
- Métal : aluminium série 7000, magnésium, titane

### Universal Frame System
L'UFS est une norme qui règle 3 propriétés essentielles pour une platine :
- l'écartement des vis de platine
- la largeur de la platine
- la hauteur des vis de platine (où la forme de la boot, si vous préférez)

C'est grâce à ce système que les custos roller peuvent être réalisés assez facilement.

## La chaussure
Maintient le pied, transmet l'energie du pied vers la platine

### Historique des matériaux de la chaussure
- 1819 : châssis fixé à la chaussure à l'aide de courroies
- 1865 : première chaussure solidaire au châssis (patinage sur glace)

### Description de la chaussure
La chaussure est composée de deux parties : la coque et le chausson.
- La coque est l'extérieur de la chaussure rigide. Son rôle est de maintenir le pied et de transmettre la force à la platine. Elle utilise des systèmes de serrage (boucles micrométriques, « straps » ou velcros, lacets) pour maintenir le pied et la cheville dans la chaussure.
- Le chausson accueille le pied et assure le confort du patin en protégeant le pied du contact avec la coque.

### La chaussure de loisir
Elle monte au-dessus de la cheville.Et a un frein "tampons" souvent au pied droit. 

### La chaussure de vitesse
Les matériaux à l'origine en cuir ont aujourd'hui évolué dans le domaine du roller de vitesse vers des matériaux toujours plus résistants et plus légers.
Ainsi on trouve aujourd'hui en général :
- la coque de roller de vitesse est en composite à matrice polymère renforcé par fibre de verre, fibre de carbone ou fibre de Kevlar,
- le chausson ne possède pas d'aérations et peu de renforts (confort minimal du pied). Il reste en cuir ou cuir synthétique (tige et semelle) et de mousse (renforts). Le cuir naturel est en général plus confortable, mais se détériore plus facilement. Il demande un entretien régulier. Le cuir synthétique est imperméable, respirant et possède souvent un traitement anti-bactérien.

Pour plus de précision, le chausson est fixé et intégré à même la coque : le cuir du chausson est directement collé sur la coque « carbone ».